# باول كلارك (مصمم)
باول كلارك (بالإنجليزية: Paul Clark)‏ هو مصمم بريطاني، ولد في 1940 في وايتستابل في المملكة المتحدة.